# Syd Crabtree
Sydney Alfred ("Syd") Crabtree (ca. 1904 - Verandah, 13 juni 1934) was een Brits motorcoureur. Hij werd tweemaal Europees kampioen en won eenmaal een race in de Isle of Man TT. 
Syd Crabtree woonde in Altrincham (Cheshire), waar hij als motorfietsverkoper werkte.

## Racecarrière
Syd Crabtree debuteerde met een 500cc-Sunbeam in de TT van Man van 1922, waarin hij uitviel. In de Senior TT van 1923 werd hij met een AJS zeventiende. 

### Crabtree-JAP
Daarna verscheen hij enkele jaren niet op het eiland Man, maar met zijn 250cc-Crabtree-JAP-zelfbouwracer vierde hij successen in nationale en internationale races. Met zijn Crabtree-JAP met een zelf ontwikkeld rijwielgedeelte won hij in 1926 de Lightweight TT, de Ulster Grand Prix en de Grand Prix de l'UMF en in 1927 de Lightweight TT, de Grand Prix van België en de Grand Prix de l'UMF. 
In 1928 startte hij voor het eerst met Excelsior-racers in de TT van Man. In de 350cc-Junior TT werd hij vierde, maar hij won de 250cc-TT van Assen, de 250cc-GP van Duitsland, De 250cc-Grand prix van België en de Grand Prix de l'UMF. De GP van Zwitserland was de race om het Europees kampioenschap. Crabtree startte daar in de 350cc--zijspanklasse. Er waren waarschijnlijk niet veel starters, want Crabtree won en behalve hem haalde alleen de Zwitser Pfister de finish. 
In 1929 won hij de 250cc-Grand Prix van Duitsland met een Duitse Hecker-JAP, de 250cc-Grand Prix de l'UMF en de Lightweight TT met een Excelsior en de 350cc-Junior TT met een Velocette KTT Mk I.
Vanaf 1930 reed hij uitsluitend nog voor Excelsior, maar met weinig succes. Hij won alleen de 250cc-Grand Prix van België voor Ted Mellors en George Himing, maar dat leverde hem wel zijn tweede Europese titel op. Zijn beste resultaat op Man was de vijfde plaats in de Lightweight TT van 1933.

## Overlijden
De Lightweight TT van 1934 werd onder slechte weersomstandigheden verreden. Op de meeste delen van de Mountain Course regende het, maar op de Mountain Section heerste de verraderlijke, zeer dichte mist, die onder de bevolking "Mantle of Mona" werd genoemd. Na de eerste ronde kwam Syd Crabtree niet door. Hij was om 10.40 uur, veertig minuten na de start, nog gesignaleerd bij Stonebreakers Hut, tussen de 29e en de 30e mijlpaal. Ruim een half uur later, om 11.15 uur, werd zijn levenloze lichaam door een toeschouwer tussen Stonebreakers Hut en Verandah gevonden. Hij was waarschijnlijk in de mist gedesoriënteerd geraakt, had twintig meter door de berm gereden was daarna tegen een ijzeren paal gebotst en onmiddellijk overleden. 

### Nasleep
Hoewel medische verzorging Syd Crabtree waarschijnlijk niet meer geholpen had, laaide de discussie over de veiligheid van het racen in de mist weer op. Tijdens de TT van 1927 had het vier uur geduurd tot de gewonde John Cooke gevonden werd en in Nobles Hospital in Douglas aankwam. Dat werd hem fataal. Het overlijden van Crabtree leverde strengere regels op voor het rijden in slecht weer en de invoering van de Travelling marshals werd vervroegd en al in 1935 gerealiseerd. 
| Jaar | Wedstrijd                  | Klasse         | Circuit             | Motorfiets   | Opmerkingen       |
| ---- | -------------------------- | -------------- | ------------------- | ------------ | ----------------- |
| 1926 | Ulster Grand Prix          | 250 cc         | Clady               | Crabtree-JAP |                   |
| 1926 | Grand Prix de l'UMF        | 250 cc         | Straatsburg         | Crabtree-JAP |                   |
| 1927 | Grand Prix van België      | 250 cc         | Spa-Francorchamps   | Crabtree-JAP |                   |
| 1927 | Grand Prix de l'UMF        | 250 cc         | Saint-Gaudens       | Crabtree-JAP |                   |
| 1928 | TT Assen                   | 250 cc         | Circuit van Drenthe | Excelsior    |                   |
| 1928 | Grand Prix van België      | 250 cc         | Spa-Francorchamps   | Excelsior    |                   |
| 1928 | Grand Prix van Duitsland   | 250 cc         | Nürburgring         | Excelsior    |                   |
| 1928 | Grand Prix de l'UMF        | 250 cc         | Bordeaux            | Excelsior    |                   |
| 1928 | Grand Prix van Zwitserland | Zijspan 350 cc | Genève              | Excelsior    | Europees kampioen |
| 1929 | Grand Prix van Duitsland   | 250 cc         | Nürburgring         | Hecker-JAP   |                   |
| 1929 | Grand Prix de l'UMF        | 250 cc         | Le Mans             | Excelsior    |                   |
| 1930 | Grand Prix van België      | 250 cc         | Spa-Francorchamps   | Excelsior    | Europees kampioen |

| Jaar | Klasse         | Motorfiets         | Plaats |                                   | Winnaar |
| ---- | -------------- | ------------------ | ------ | --------------------------------- | ------- |
| 1922 | Senior TT      | Sunbeam            | DNF    | Alec Bennett, Sunbeam             |         |
| 1923 | Senior TT      | AJS                | 17e    | Tom Sheard, Douglas RA 23         |         |
| 1926 | Junior TT      | Wallis-JAP         | 16e    | Alec Bennett, Velocette KSS Mk I  |         |
| 1926 | Lightweight TT | Crabtree-JAP       | DNF    | Paddy Johnston, Cotton-Blackburne |         |
| 1927 | Lightweight TT | Crabtree-JAP       | 4e     | Wal Handley, Rex-ACME             |         |
| 1928 | Junior TT      | Excelsior          | 4e     | Alec Bennett, Velocette KSS Mk I  |         |
| 1928 | Lightweight TT | Excelsior          | DNF    | Frank Longman, OK Supreme         |         |
| 1929 | Junior TT      | Velocette KTT Mk I | 7e     | Freddie Hicks, Velocette KTT Mk I |         |
| 1929 | Lightweight TT | Excelsior          | 1e     | Syd Crabtree, Excelsior           |         |
| 1929 | Senior TT      | Velocette          | 12e    | Charlie Dodson, Sunbeam           |         |
| 1930 | Junior TT      | Excelsior          | 16e    | Henry Tyrell-Smith, Rudge         |         |
| 1930 | Lightweight TT | Excelsior          | DNF    | Jimmie Guthrie, AJS               |         |
| 1930 | Senior TT      | Excelsior          | DNF    | Wal Handley, Rudge                |         |
| 1931 | Junior TT      | Excelsior          | DNF    | Percy "Tim" Hunt, Norton CJ1      |         |
| 1931 | Lightweight TT | Excelsior          | DNF    | Graham Walker, Rudge              |         |
| 1931 | Senior TT      | Excelsior          | DNF    | Percy "Tim" Hunt, Norton CS1      |         |
| 1932 | Lightweight TT | Excelsior          | DNF    | Leo Davenport, New Imperial       |         |
| 1932 | Senior TT      | Excelsior          | DNF    | Stanley Woods, Norton CS1         |         |
| 1933 | Lightweight TT | Excelsior          | 5e     | Syd Gleave, Excelsior             |         |
| 1934 | Lightweight TT | Excelsior          | DNF    | Jimmie Simpson, Rudge             |         |

| Excelsior 250cc-racer uit 1927. De naam "Bayliss-Thomas" op de tank duidt waarschijnlijk op een importexemplaar op het Europese vasteland, waar deze naam werd gevoerd om verwarring met Excelsior in Brandenburg te voorkomen. |
| Excelsior 500cc-racer uit 1928 |
| Velocette KTT Mk I uit 1929 |